# Ampulex brunneofasciata
Ampulex brunneofasciata là một loài côn trùng cánh màng trong họ Ampulicidae, thuộc chi Ampulex. Loài này được Giordani Soika miêu tả khoa học đầu tiên năm 1939.